# Styggebrekka
Styggebrekka (norwegisch für Gefährlicher Hang) ist ein von Gletscherspalten durchzogenes Gebiet im ostantarktischen Königin-Maud-Land. Im Mühlig-Hofmann-Gebirge liegt es inmitten des Austre Skorvebreen.
Norwegische Kartographen, die es auch benannten, kartierten es anhand von Vermessungen und Luftaufnahmen der Dritten Norwegischen Antarktisexpedition (1956–1960).